# Ведьмины круги
Ве́дьмины круги́ (ведьмины кольца, эльфовы кольца, колдовские кольца) — круги диаметром от нескольких десятков сантиметров до нескольких метров, образованные грибами.

## Описание
Ведьмины круги образуют грибы различных видов: млечники, говорушки, рядовки чешуйчатые, шампиньоны, мухоморы, сморчки и т. д. Как правило, ведьмины круги образуются ядовитыми, несъедобными или малоизвестными местному населению съедобными грибами, так как интенсивный сбор нарушает равномерное разрастание мицелия; однако в отдалённых, редко посещаемых местах ведьмины круги могут быть образованы и хорошо известными съедобными грибами.
При одинаковых условиях мицелий гриба растёт от центра с одинаковой скоростью, образуя окружность. Со временем центральная часть грибницы отмирает из-за недостатка питания, а крайняя продолжает плодоносить. Каждый год такое кольцо расширяется на 10—15 сантиметров.
Обычно диаметр ведьминого круга не превышает 20—40 метров, но в особо благоприятных условиях может достичь 200 метров.

## Мифология
Истории о «ведьминых кольцах» популярны в мифологии: считается, что в этих местах эльфы или лесные духи по ночам водят хороводы.
Существует много легенд у разных народов (чаще всего шотландцев, шведов и ирландцев) о том, как эльфы предлагали смертным (чаще всего рыцарям) вступить в их хоровод и принять участие в танце. При этом, если человек отказывался, мстительные эльфы насылали на него страшные болезни и несчастья. А если соглашался, то наутро, когда магия эльфов рассеивалась, человека находили мёртвым в центре ведьмина круга.
Английский фольклор относит происхождение этого природного явления к ночным хороводам фей, на месте которых к утру вырастает множество грибов.
В Германии считали, что такие кольца возникают на месте шабаша ведьм.
Сегодня подобным явлениям иногда приписывают мистическое происхождение.
Роджер Желязны в своем эпическом романе «Хроники Амбера» использовал и адаптировал древний кельтский миф о ведьмином кольце:

Мне говорили, что это случилось далеко на западе — появился небольшой круг из поганок. Внутри его нашли мёртвую девочку. Место объявили проклятым. Круг стал быстро расти и через несколько месяцев уже был в целую лигу. Внутри кольца трава потемнела и стала блестящей, как металл, но не погибла. Деревья скрючились, их листья померкли. Они гремели, даже если не было ветра, и летучие мыши плясали и метались меж ними. В сумерках там бродили странные тени — но всегда внутри Круга, и какие-то огоньки, словно небольшие костры, горели там по ночам.